# 磐城炭礦平発電所
磐城炭礦平発電所（いわきたんこうたいらはつでんしょ)は、かつて福島県いわき市に存在した石炭火力発電所。運営会社の合併により、操業を停止したときの運営会社は常磐炭礦（現・常磐興産）だった。

## 歴史
常磐炭田の一角を占めていた磐城炭礦が、自社の電力需要増大に応じるため、夏井川近くに2万坪の用地を確保して1914年（大正5年）ごろに建設に着手した。1920年（大正9年）より発電を開始した。磐城炭礦は1944年（昭和19年）に入山採炭と合併して常磐炭礦となった。
1975年（昭和50年）8月に事業廃止届を提出し、1977年（昭和52年）10月に施設が撤去された。敷地には巨大な煙突がそびえており、撤去工事の際には新聞にも掲載された。
跡地には1989年（平成元年）3月に遊園地「ペピーランド」がオープンしたが、4年後の1993年3月末を持って閉鎖された。かつての敷地は2022年時点ではマルトショッピングセンター城東店およびタイユーエイト城東店となっている。